# Маркет (Молдова)
Маркет (рум. Marchet) — село в Хынчештском районе Молдавии. Наряду с селом Поганешты входит в состав коммуны Поганешты.

## География
Село расположено на высоте 61 метров над уровнем моря.

## Население
По данным переписи населения 2004 года, в селе Маркет проживает 155 человек (77 мужчин, 78 женщин).
Этнический состав села:
| Национальность | Число жителей | Процентный состав |
| -------------- | ------------- | ----------------- |
| молдаване      | 153           | 98.71             |
| русские        | 2             | 1.29              |
| Всего          | 155           | 100%              |